# قرار مجلس الأمن التابع للأمم المتحدة رقم 1739
قرار مجلس الأمن التابع للأمم المتحدة رقم 1739، المتخذ بالإجماع في 10 يناير 2007 بشأن الحالة في كوت ديفوار (ساحل العاج).

## القرار
اتخذ المجلس القرار بموجب الفصل السابع من ميثاق الأمم المتحدة، وبعد أن أحاط علما بآخر تقرير للأمين العام عن الحالة في ساحل العاج، قال فيه إن بعض الأطراف الإيفوارية تتخذ إجراءات يمكن أن تؤدي إلى انتشار العنف، قرر تعديل ولاية عملية الأمم المتحدة في كوت ديفوار من تاريخ اعتماد نص القرار.
وبموجب أحكام القرار، ستراقب عملية الأمم المتحدة في كوت ديفوار وقف الأعمال العدائية وتحركات الجماعات المسلحة. وعلى وجه الخصوص، ستراقب وترصد تنفيذ الإعلان المشترك لانتهاء الحرب المؤرخ 6 نيسان / أبريل 2005 واتفاق وقف إطلاق النار الشامل المؤرخ 3 أيار / مايو 2003، لمنع أي عمل عدائي، في حدود قدراتها ومناطق انتشارها، والتحقيق في انتهاكات وقف إطلاق النار.
ومن بين مهامها الأخرى، ستنسق عملية الأمم المتحدة في كوت ديفوار مع القوات المسلحة الوطنية لكوت ديفوار والقوات الجديدة، من أجل تعزيز إعادة الثقة بين جميع القوات الإيفوارية، ومساعدة الحكومة في مراقبة الحدود، على وجه الخصوص الانتباه إلى حالة اللاجئين الليبيريين وأي تحركات عبر الحدود للمقاتلين. وستساعد الحكومة أيضا في إعادة تجميع جميع القوات الإيفوارية المشاركة وتساعد في ضمان أمن مواقع نزع السلاح والتجميع والتسريح.
وستنسق عملية الأمم المتحدة في كوت ديفوار أيضا بشكل وثيق مع بعثة الأمم المتحدة في ليبريا في تنفيذ برنامج الإعادة الطوعية إلى الوطن وإعادة التوطين للمقاتلين السابقين الأجانب، مع إيلاء اهتمام خاص للاحتياجات الخاصة للنساء والأطفال. ستؤمن أو تحيد أو تدمر أي أسلحة أو ذخيرة أو أي عتاد عسكري آخر سلمه المقاتلون السابقون.

## روابط خارجية
- نص القرار في undocs.org